# Palazzo Lanfredini
Palazzo Lanfredini è un edificio storico del centro di Firenze, situato sul lungarno Guicciardini 9, angolo piazza degli Scarlatti e via de' Geppi. Il palazzo appare nell'elenco redatto nel 1901 dalla Direzione Generale delle Antichità e Belle Arti, quale edificio monumentale da considerare patrimonio artistico nazionale.

## Storia
Il palazzo risulta eretto nei primi del Cinquecento da Lanfredino di Jacopo d'Orsino Lanfredini, gonfaloniere di giustizia nel 1501, in un'area dove già esistevano case di proprietà della famiglia forse interessate da lavori di unificazione negli anni trenta del secolo precedente. In particolare dal lato verso via Santo Spirito le fondazioni dell'edificio sarebbero databili attorno alla fine del XIV secolo. 

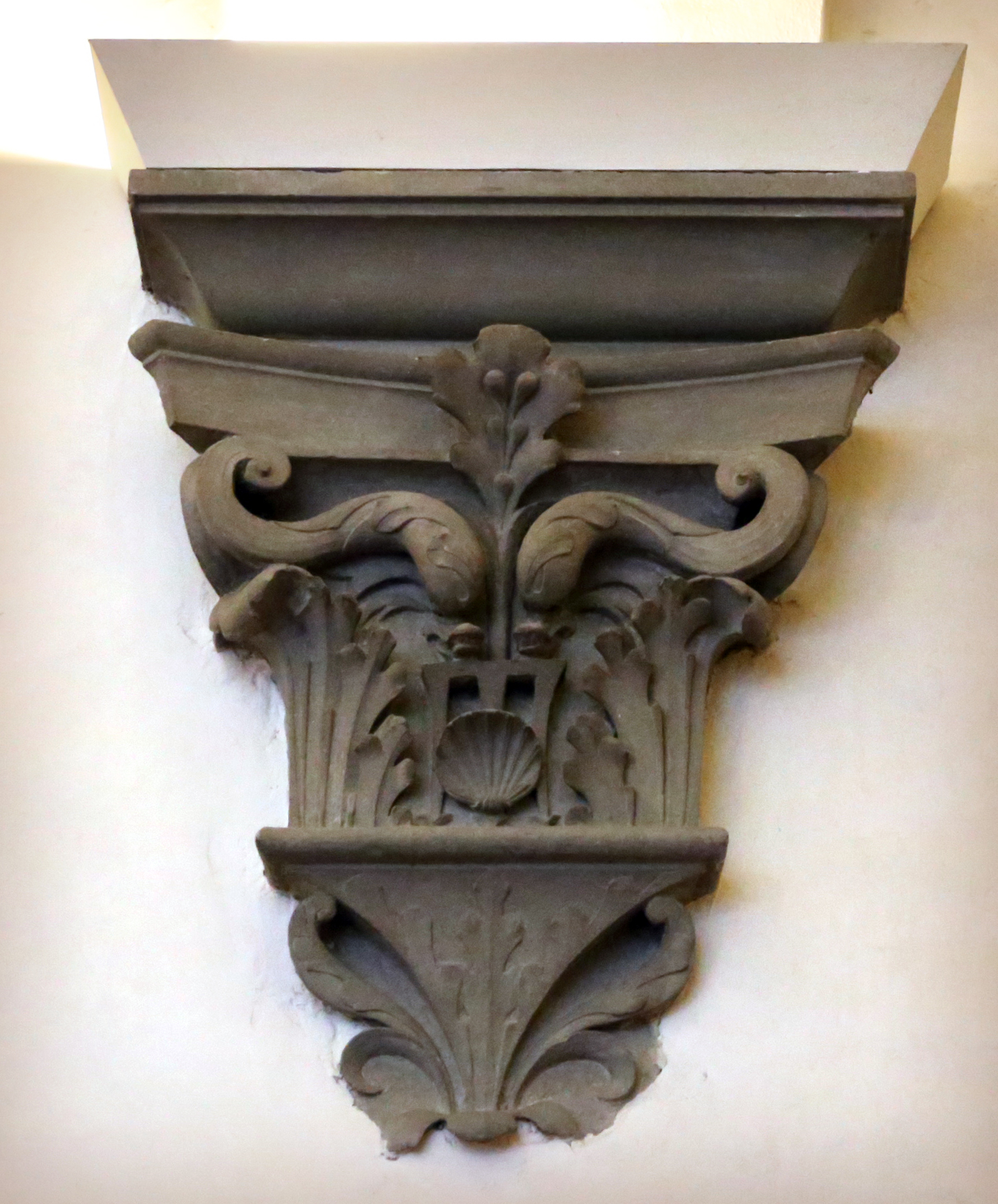
Peduccio riferito a Baccio d'Agnolo

Nonostante i molti restauri dei quali è stato oggetto, l'edificio mostra una facciata che ancora rileva il suo originario assetto, riconducibile a un progetto di Baccio d'Agnolo, già ricordato da Giorgio Vasari in relazione a questo cantiere che, presumibilmente, dovette essere aperto attorno al 1512, con il ristabilirsi del governo mediceo e in contemporanea con i lavori a questo tratto di lungarno, interessato in questo periodo da un cantiere finalizzato alla sua lastricatura. Anche il committente ebbe un ruolo determinante nella progettazione. Stilisticamente il palazzo riprende altri edifici costruiti dallo stesso architetto, con lo scalone monumentale, la loggia sostenuta da colonnine doriche al piano nobile, che si affaccia cortile centrale, ispirato probabilmente alle architetture romane che l'architetto aveva visto in un suo viaggio tra il 1510 e il 1511. 
Alla morte di Lanfredino la proprietà passò ai suoi tre figli Orsino, Giovanni e Bartolommeo, che si divisero lo stabile in altrettante porzioni. Con l'estinzione del casato dei Lanfredini, alla morte nel 1741 del cardinale Jacopo Lanfredini, Ottavia, sorella del porporato, portò la proprietà in dote a Lorenzo Corboli, la cui famiglia conservò il palazzo per oltre un secolo. Per quanto concerne le alterazioni subite nel tempo dalla fabbrica originaria si tenga presente come una veduta di Bernardo Bellotto di questo tratto dei lungarni, eseguita nel 1742, mostri una serie di quattro piccole finestre quadrate al piano terreno, in asse con le prime quattro dei piani superiori. Anche l'ultimo piano è l'evidente frutto di una soprelevazione. 
Successivamente l'edificio divenne proprietà dei Benini e ridotto a rinomato albergo (Palace Hotel e successivamente Hotel Palace e New Port), previ complessi lavori di restauro e ristrutturazione condotti nel 1904 (quando in facciata la finestre furono sostituite dall'apertura delle attuali porte) ed elogiati da Guido Carocci, soprattutto per aver riscattato la fabbrica dallo "stato di deplorevole squallore" nel quale da tempo versava. Tra gli ospiti illustri la letteratura segnala la presenza del pittore americano William Merritt Chase, a Firenze dal 1907. Sempre nella sua dimensione di albergo, nel 1921, l'edificio fu interessato da una nuova decorazione degli interni per le cure di Ugo Palchetti. Relativamente a questi anni si segnala anche un progetto di ristrutturazione legato ad una ipotesi di destinazione dell'immobile a sede scolastica. Altri lavori vennero effettuati nel 1938. 
Negli anni 1970 il palazzo apparteneva a una comproprietà, nell'ambito della quale si segnalava la presenza dello scrittore e storico inglese sir Harold Acton. Quest'ultimo lasciò l'ampia porzione di sua proprietà già occupata dalla propria biblioteca al British Institute of Florence, che qui ha la propria sede. 
La facciata è stata recentemente oggetto di un intervento di restauro nel 2012.

## Descrizione

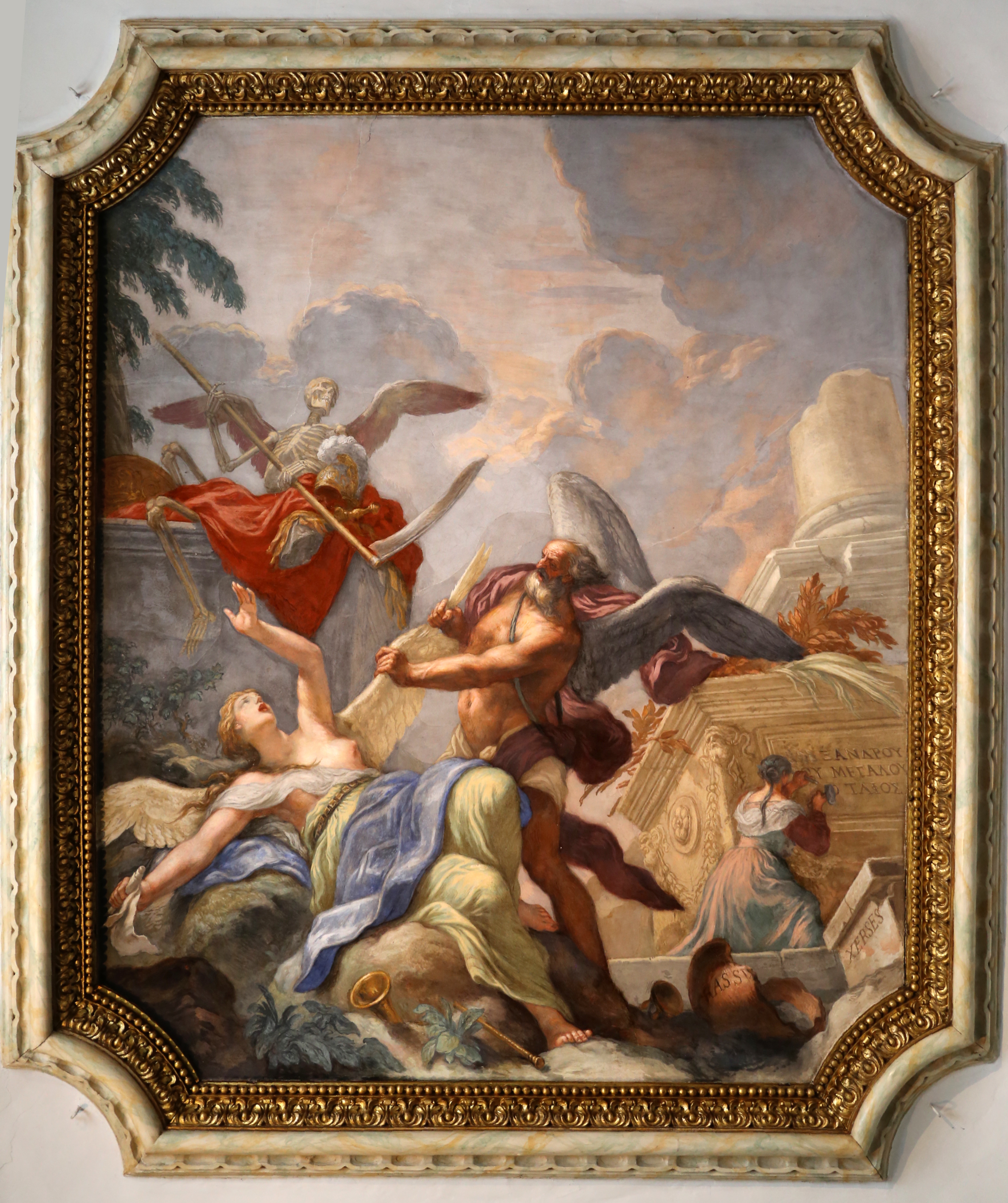
Volterrano, Il Tempo che tarpa le ali della Fama, 1672-73

Il palazzo attuale presenta tre piani canonici e un carattere al contempo fastoso, ma sobrio. La facciata è diversa dallo stile tipico dell'epoca, perché non presenta i tipici elementi architettonici dell'architettura civile fiorentina. La facciata, caratterizzata da una tradizionale porta rettangolare d'ispirazione romana e da due ordini di finestre con architravi piani e cornici prominenti a cappello, risulta peculiare per la Firenze dei primi del Cinquecento. Tuttavia, un esempio precedente si trova nella facciata del palazzo dei Sertini nei pressi di S. Gaetano. A completare il prospetto, un tetto ampiamente sporgente, elemento tipico di molti edifici fiorentini dell'epoca. La particolarità è rappresentata dalla decorazione a graffito, che riproduce un bugnato al pian terreno, mentre al piano superiore si hanno figure grottesche e stemmi. Vasari attribuisce queste opere a Andrea di Cosimo Feltrini. Pur con evidenti le tracce degli interventi di integrazione e gli ampi rifacimenti, la porzione superiore si può valutare come fedele all'originale, mentre quella inferiore con disegni a bozze e riquadri è interamente da riferirsi a un intervento collocabile ai primi del Novecento, visto che, nel 1902, in una nota apparsa su Arte e Storia si segnalava come la facciata del palazzo fosse stata un tempo adorna "di elegantissimi graffiti dei quali rimangono tracce nella parte superiore della facciata, protetta dalla gronda del tetto". Da segnalare l'iscrizione, ripetuta lungo il fregio, che inneggia al papa mediceo Leone X, al quale Lanfredino Lanfredini era particolarmente legato, tanto da essere coinvolto nell'organizzazione delle cerimonie per il suo ingresso a Firenze nel 1515, anno al quale di conseguenza si tende a riferire il decoro della facciata. 
Esternamente si legge anche una lapide dell'anno 2000:
| LE ANTICHE CASE DEI LANFREDINI EBBERO ASSETTO DA BACCIO D'AGNOLO AFFRESCHI DEL POLLAIUOLO DEL PONTORMO DEL VOLTERRANO SCULTVRE DEL SANSOVINO E UN FRONTE DECORATO A GRAFFITO DA ANDREA FELTRINI PER L'ELEZIONE DI PAPA LEONE X FURONO SEDE DI ILLUSTRI MERCATURE RESIDENZA DI PUBBLICI FUNZIONARI ORTO DI PERSONALITÀ ECCLESIASTICHE MD · MM |

Vasari ricorda anche un affresco di Pontormo nell'androne al n. 9, che doveva consistere in due figure reggistemma, non dissimili da quelle dell'arcone esterno della Santissima Annunziata (pure risalente al 1515): saggi hanno ritrovato la sola arme policroma dei Lanfredini (cerchiato di sei pezzi di rosso e d'argento). 
All'interno appartengono alla fase cinquecentesca il lavabo nell'androne d'ingresso, le decorazioni dei capitelli delle colonne e dei peducci delle volte, riferibili a Baccio d'Agnolo. In una sala al piano terra si trova l'affresco del Tempo che tarpa le ali della Fama del Volterrano (1672-73).
Sul retro del palazzo, in via Santo Spirito, si trova ancora l'antica Torre dei Lanfredini, originaria abitazione della stessa famiglia. Per le memorie conservate negli interni si rimanda a quanto annotato dallo stesso Ginori Lisci.

## Note

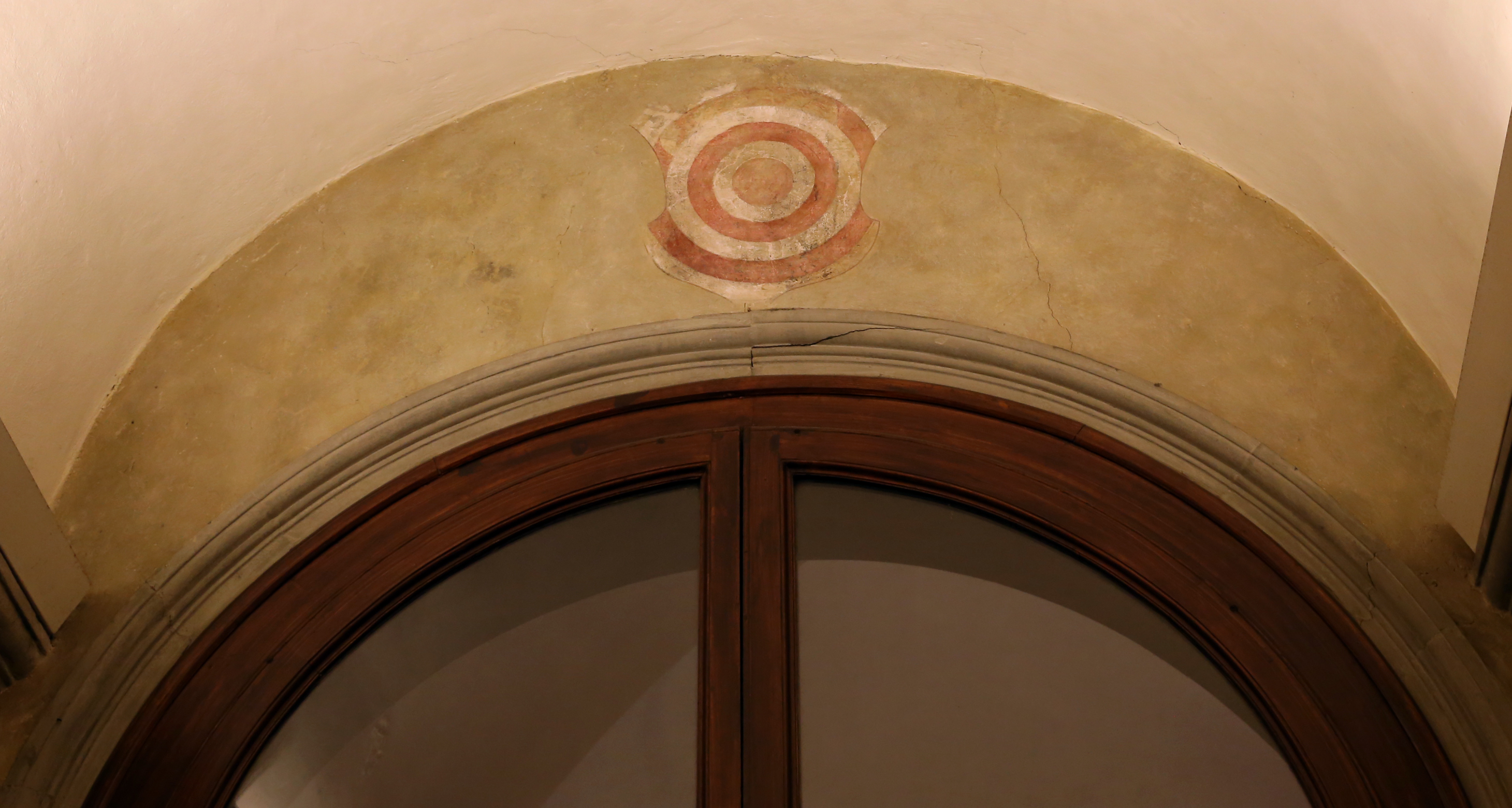
Stemma Lanfredini nell'androne, forse da riferire ai lavori del Pontormo

## Bibliografia

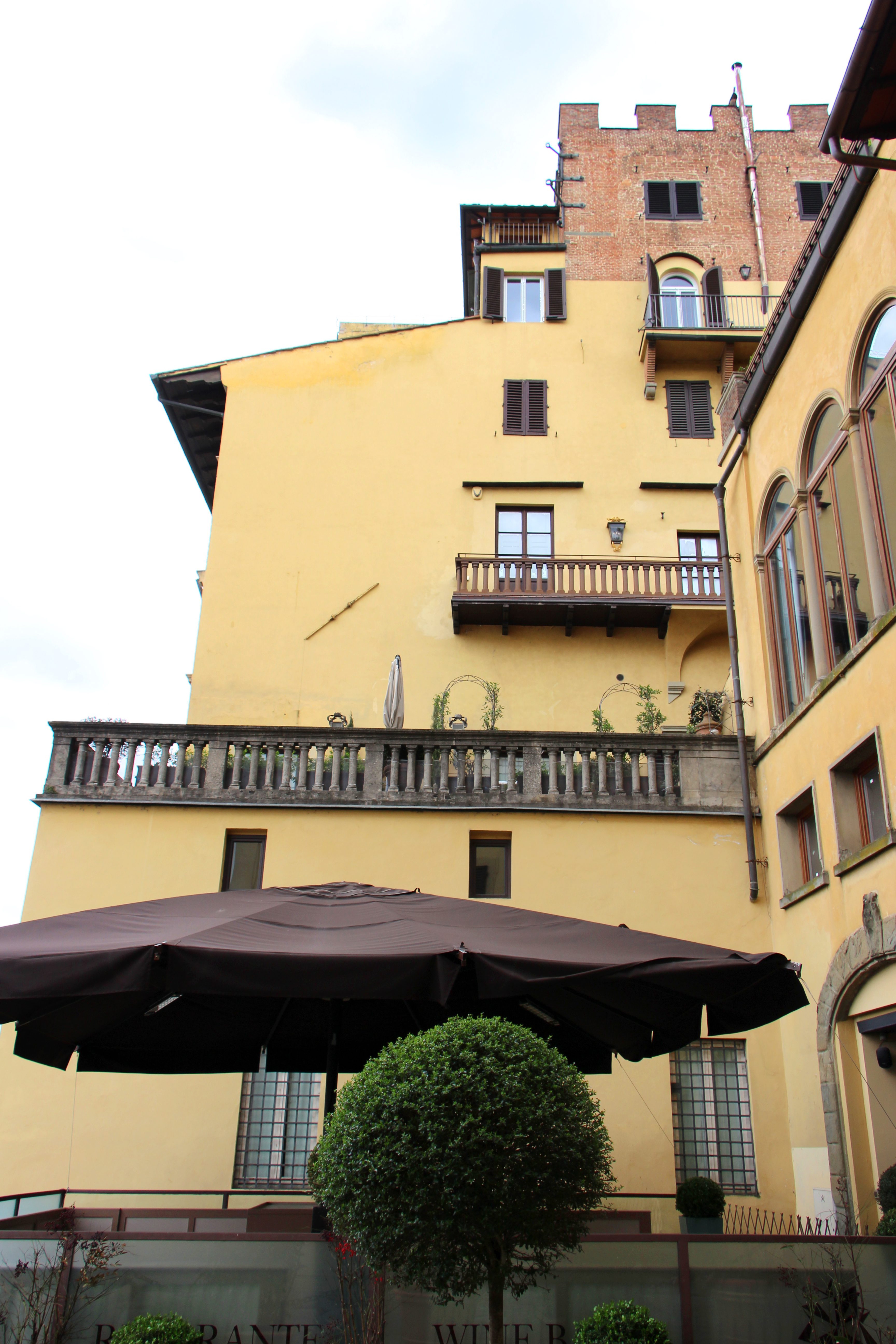
Terrazza del palazzo vista da piazza Scarlatti